# Saison 4 de Breaking Bad
Chronologie
Saison 3 Saison 5
La quatrième saison de la série télévisée américaine Breaking Bad comporte 13 épisodes diffusés du 17 juillet au 9 octobre 2011 sur AMC, aux États-Unis.

## Synopsis
Walter White, professeur de chimie dans un lycée de 50 ans, vit avec son fils handicapé Walter Jr. et sa femme enceinte Skyler à Albuquerque, au Nouveau-Mexique. Lorsqu'on lui diagnostique un cancer du poumon en phase terminale, sa vie s'effondre. Il décide alors de mettre en place un laboratoire et de fabriquer de la méthamphétamine pour pouvoir subvenir aux besoins de sa famille en s'associant avec l'un de ses anciens élèves devenu petit trafiquant, Jesse Pinkman. 
A la suite de l'assassinat de Gale, Walter et Jesse reprennent la production de méthamphétamine pour Gus, mais savent qu'ils sont désormais étroitement surveillés et qu'ils ne bénéficient que d'un sursis, et qu'ils doivent agir en conséquence. Alors que Skyler s'implique de plus en plus dans le blanchiment de l'argent de son mari et que Jesse plonge dans un état dépressif après avoir tué Gale, Hank continue son enquête et commence a se rapprocher de la vérité, alors que Gus doit faire face à l'éventualité de plus en plus probable d'une guerre avec le cartel.  

## Distribution

### Acteurs principaux

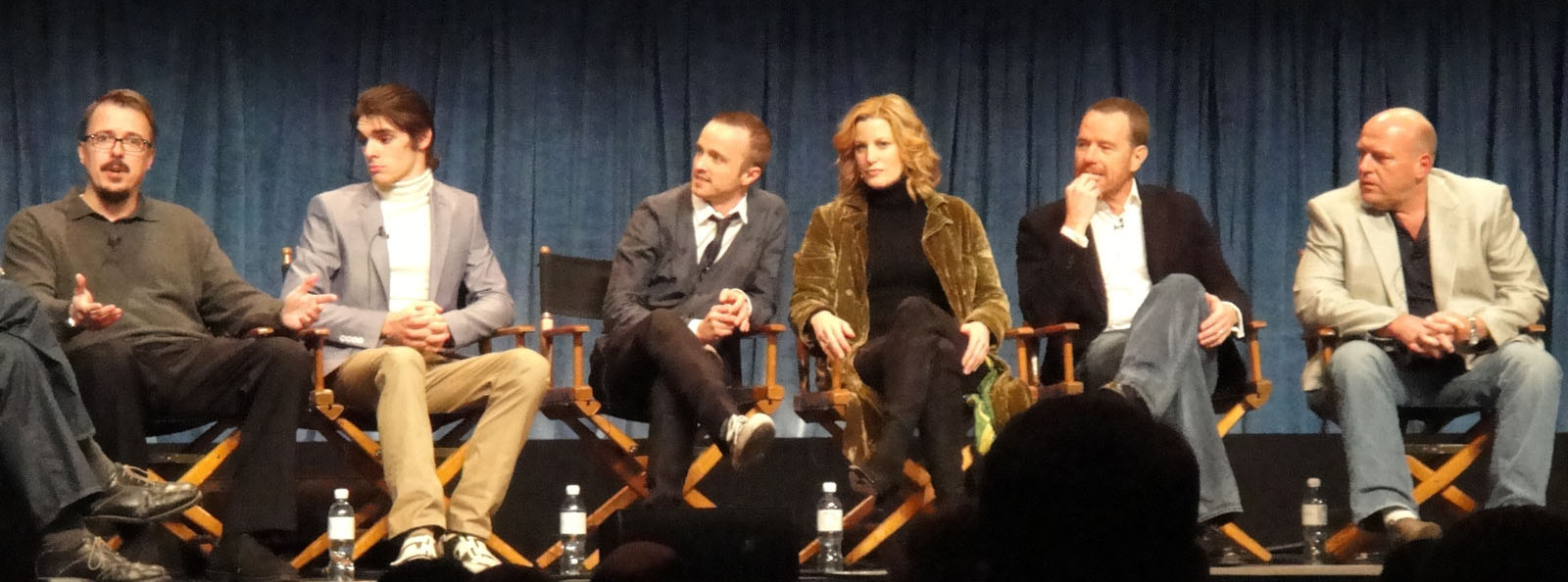
L'équipe de la série au PaleyFest 2010.

- Bryan Cranston (VF : Jean-Louis Faure) : Walter White alias « Heisenberg »
- Aaron Paul (VF : Alexandre Gillet) : Jesse Pinkman
- Anna Gunn (VF : Nathalie Régnier) : Skyler White
- Dean Norris (VF : Jean-François Aupied) : Hank Schrader
- Betsy Brandt (VF : Florence Dumortier) : Marie Schrader
- RJ Mitte (VF : Pascal Nowak) : Walter White, Jr.
- Bob Odenkirk (VF : Cyrille Artaux) : Saul Goodman
- Giancarlo Esposito (VF : Thierry Desroses) : Gustavo « Gus » Frings
- Jonathan Banks (VF : Féodor Atkine) : Mike Ehrmantraut

### Acteurs récurrents
- Ray Campbell (VF : Bruno Dubernat) : Tyrus Kitt
- Lavell Crawford (VF : Alexandre Guansé) : Huell
- Maurice Compte : Gaff
- Steven Michael Quezada (VF : Jean-François Vlérick) : Steven Gomez
- Emily Rios (VF : Célia Asensio) : Andrea Cantillo
- David Costabile (VF : Bernard Gabay) : Gale Boetticher
- Christopher Cousins (VF : Guy Chapellier) : Ted Beneke
- Nigel Gibbs (VF : Philippe Dumond) : Tim Roberts
- Mark Margolis : Hector Salamanca alias Tio
- Marius Stan (VF : Bogdan Stanoeditch) : Bogdan
- Michael Shamus Wiles (VF : Bernard Tiphaine) : George Merkert
- Steven Bauer : Don Eladio
- Bill Burr (VF : Alexis Manuel) : Kuby
- Charles Baker (VF : Cédric Dumond) : Skinny Pete
- Jim Beaver (VF : Jacques Bouanich) : Lawson
- Jeremiah Bitsui (VF : Nicolas Beaucaire) : Victor
- Jere Burns (VF : Guillaume Orsat) : le leader du groupe
- Javier Grajeda (VF : Wladimir Beltran) : Juan Bolsa
- Matt L. Jones (VF : Jérôme Pauwels) : Badger

### Invités
- Rutherford Cravens (VF : Hervé Caradec) : le courtier en hypothèque (épisode 5)
- Ashley Kajiki : la gérante du Pollos (épisode 5)
- Tina Parker (VF : Isabelle Bules) : Francesca (épisode 10)
- Gonzalo Menendez (VF : Vincent Violette) : lieutenant Kalanchoe (épisode 13)
- Jason Douglas (VF : Emmanuel Gradi) : le lieutenant Munn (épisode 13)

## Résumé de la saison
Walter essaye de retrouver une certaine stabilité dans sa vie professionnelle, tandis que Jesse va plus mal que jamais, étant proche d'un état dépressif. Mais grâce au deuxième travail qu'il effectue avec Mike, il retrouve alors un peu d'équilibre, et est habilité à protéger Gus lors de son attentat contre le cartel. De son côté, Gus négocie avec le cartel la libération de ses obligations, après avoir éliminé ses concurrents et part en croisade contre eux. Gus décide de les empoisonner mais, forcé d’ingérer le poison, il s'en sort de justesse. Mike, quant à lui, est touché par une balle. Gus repart avec Jesse aux États-Unis, laissant Mike au Mexique pour qu'il se rétablisse de sa blessure. Puis, Gus menace Walter de tuer sa femme, son fils et son nourrisson s'il essaye de sauver son beau-frère Hank, sur la piste de Gus. Face à cette situation, Walter décide qu'ils doivent « disparaître » grâce à l'aide de Saul Goodman, en utilisant l'argent gagné, mais Skyler a donné la somme nécessaire à Ted Beneke pour rembourser le fisc. Prévenus de la menace contre Hank, les proches de Walter se réunissent dans la maison de Hank et Marie, sous la surveillance de la DEA. À la suite du curieux empoisonnement de l'enfant d'Andréa, la petite amie de Jesse, celui-ci décide de s'allier une bonne fois pour toutes avec Walter pour tuer Gus, dont la pression et les coups bas pèsent trop sur les deux partenaires. 

## Liste des épisodes
1. Le Cutter
2. Snub 38
3. Motivations
4. Les Points importants
5. Nouveau Job
6. Guerre froide
7. Négociations
8. Frères et Partenaires
9. Incontrôlables
10. Salud
11. Seul contre tous
12. Échec
13. Mat

### Épisode 1:Le Cutter
- États-Unis : 17 juillet 2011 sur AMC
- France : 
  - 29 novembre 2011 sur Orange Cinémax[1],[2]
  - 2 novembre 2012 sur Arte
- Québec : 9 octobre 2013 sur AddikTV[3]
- Belgique : sur Be Séries

- États-Unis : 2,58 millions de téléspectateurs[4] (première diffusion)

- David Costabile (Gale Boetticher)
- Jeremiah Bitsui (Victor)

Jesse a tué Gale d'une balle sous l’œil gauche. Victor, l'homme de main de Gustavo retrouve le jeune homme, en état de choc, et le ramène au labo où Mike détient Walter. 
Lorsque Victor revient avec Jesse, Walt essaie de négocier avec Mike pour qu'ils reprennent le travail, mais à leur grande surprise Victor commence à « cuisiner » : il a retenu tous les gestes des chimistes et s'estime prêt à gérer le laboratoire. 
Quand Gus apparaît enfin, il ne dit mot, enfile une combinaison et après un moment de suspense égorge Victor avec un cutter sous les yeux de tous, avant de partir pour les laisser reprendre le travail. Les trois hommes se débarrassent du corps en le dissolvant dans de l'acide fluorhydrique puis rentrent chez eux. Walt et Jesse savent à quoi s'en tenir : ils sont en vie, mais vont regretter leur geste.
Ils sont alors tous menacés car une enquête de police est lancée dans l'appartement de Gale.
Skyler, voyant la voiture de Walt encore garée chez elle, se doute d'un problème et décide de la déplacer afin que personne ne la remarque. Elle part ensuite inspecter l'appartement de son ex-mari en quête d'une information et contacte Saul. 

### Épisode 2:Snub 38
- États-Unis : 24 juillet 2011 sur AMC
- France : 
  - 29 novembre 2011 sur Orange Cinémax[2]
  - 2 novembre 2012 sur Arte
- Québec : 16 octobre 2013 sur AddikTV

- États-Unis : 1,97 million de téléspectateurs[5] (première diffusion)

- Emily Rios (Andrea)
- Matt L. Jones (Badger)
- Charles Baker (Skinny Pete)
- Marius Stan (Bogdan)
- Jim Beaver (Lawson, marchand d'armes)

Walt se procure une arme dans l'idée de se débarrasser de Gus (qui ne veut plus avoir affaire à lui) et finit par demander de l'aide auprès de Mike, qui refuse en le tabassant. 
Jesse ne se remet toujours pas de la fin tragique de Gale et décide d'organiser une grande fête chez lui pour se changer les idées, impliquant alcool, cigarettes, drogue et nuits blanches. 
Skyler fait une démarche auprès de la station de lavage afin de la racheter pour le blanchiment d'argent, cependant le gérant Bogdan la toise et refuse de vendre à Walter White. 

### Épisode 3:Motivations
- États-Unis : 31 juillet 2011 sur AMC
- France : 
  - 6 décembre 2011 sur Orange Cinémax[2]
  - 2 novembre 2012 sur Arte
- Québec : 23 octobre 2013 sur AddikTV

- États-Unis : 1,71 million de téléspectateurs[6] (première diffusion)

- Marius Stan (Bogdan)
- Nigel Gibbs (Sgt. Tim Roberts)
- Jennifer Hasty (l'agent immobilier)
- Bill Burr (le faux contrôleur anti-pollution)
- Jeremy Howard (un drogué)

Walter découvre que le labo est dorénavant sous vidéo-surveillance, ce qui le rend furieux. 
Le domicile de Jesse s'est transformé en lieu de dépravation pour drogués et le jeune homme noie sa douleur dans la contemplation de ce sombre spectacle. 
Skyler réclame l'aide de Saul afin d'acheter la station de lavage et y parvient grâce à un stratagème efficace : elle fait croire au directeur Bogdan que ses machines ont pollué les terrains environnants afin de le forcer à vendre moins cher. 
- Vers la vingtième minute, lorsque Jesse rentre chez lui, il est possible d'entendre la musique de Fever Ray - If I had a heart qui deviendra celle du générique de la série télévisée Vikings[réf. nécessaire].

### Épisode 4:Les Points importants
- États-Unis : 7 août 2011 sur AMC
- France : 
  - 6 décembre 2011 sur Orange Cinémax[2]
  - 9 novembre 2012 sur Arte
- Québec : 30 octobre 2013 sur AddikTV

- États-Unis : 1,83 million de téléspectateurs[7] (première diffusion)

- David Costabile (Gale Boetticher)
- Jeremy Howard (un drogué)

Walt et Skyler montent une histoire de gains au casino pour justifier l'argent sale que Walt a acquis. C'est pendant un dîner chez Hank et Marie qu'ils racontent ce mensonge et annoncent ainsi qu'ils achètent la station de lavage. Au cours de la même soirée, Walt découvre que Hank détient des affaires appartenant à Gale qui pourraient le compromettre. Il parvient cependant à noyer le poisson en laissant croire que le laborantin mort et Heisenberg sont la même personne. 

### Épisode 5:Nouveau Job
- États-Unis : 14 août 2011 sur AMC
- France : 
  - 13 décembre 2011 sur Orange Cinémax[2]
  - 9 novembre 2012 sur Arte
- Québec : 6 novembre 2013 sur AddikTV

- États-Unis : 1,75 million de téléspectateurs[8] (première diffusion)

- Nigel Gibbs (Sgt. Tim Roberts)

Walt, furieux et inquiet de la disparition de Jesse, débarque armé au restaurant Pollos Hermanos. Une fois là-bas, un appel de Mike lui explique que Jesse a été recruté provisoirement et que sa vie n'est pas en danger. En effet, Mike, à la demande de Gus, emmène Jesse faire une virée en voiture afin de récupérer l'argent de la vente de drogue dont l'une des étapes va mal se dérouler. D'un autre côté, on apprend que Gus manipule Jesse afin que celui-ci soit moins incontrôlable. 

### Épisode 6:Guerre froide
- États-Unis : 21 août 2011 sur AMC
- France : 13 décembre 2011 sur Orange Cinémax[2]
- Québec : 13 novembre 2013 sur AddikTV

- États-Unis : 1,67 million de téléspectateurs[9] (première diffusion)

- Marius Stan (Bogdan)
- Blake Berris (Tucker)
- Damon Herriman (le père de Tucker)

Skyler est inquiète pour la sécurité de sa famille lorsqu'elle soupçonne Walt d'être en danger. Celui-ci tente de la rassurer en annonçant qu'il n'est pas en danger mais qu'il « est » le danger. Il ne fait que l’effrayer davantage et la fait fuir. 
Jesse continue son second job aux côtés de Mike avec pour mission de retrouver de la drogue qu'un groupe de Mexicains a dérobé à Gus, voulant ainsi faire passer un message au cartel. Walt prévient Jesse qu'il se fait manipuler par Gus mais le jeune homme ne veut pas l'admettre. 

### Épisode 7:Négociations
- États-Unis : 28 août 2011 sur AMC
- France : 20 décembre 2011 sur Orange Cinémax[2]
- Québec : 20 novembre 2013 sur AddikTV

- États-Unis : 1,91 million de téléspectateurs[10] (première diffusion)

- Steven Michael Quezada (Steven Gomez, DEA)
- Jere Burns (le parrain de Jesse aux NA)
- Michael Shamus Wiles (Responsable Adjoint Merkert, DEA)
- Maurice Compte (membre du cartel mexicain)

Walt se débarrasse de la voiture qu'il a achetée à son fils en la faisant exploser sur un parking. Walt souhaite à tout prix éliminer Gus et demande à Jesse, étant le seul à pouvoir approcher le baron de la drogue, d'accomplir cette mission grâce à la ricine. Jesse accepte mais le moment venu il hésite, se sentant désormais plus redevable envers Mike et Gus qu'envers Walt. 
L'idée de tuer à nouveau le torture, ce qui le conduit à retourner aux narcotiques anonymes (NA). La séance ne se passe pas comme prévu, Jesse voulant que tout le monde reconnaisse qu'il n'est pas un homme bien. 
Skyler se rend compte que le salaire de Walt pose problème car il est beaucoup trop élevé pour être discrètement blanchi par la station de lavage. 
Gus, quant à lui, organise une rencontre avec le cartel mexicain pour trouver un terrain de paix, mais les négociations échouent. 

### Épisode 8:Frères et Partenaires
- États-Unis : 4 septembre 2011 sur AMC
- France : 20 décembre 2011 sur Orange Cinémax[2]
- Québec : 27 novembre 2013 sur AddikTV

- États-Unis : 1,98 million de téléspectateurs[11] (première diffusion)

- Mark Margolis (Hector « Tio » Salamanca)
- Steven Michael Quezada (Steven Gomez, DEA)
- Emily Rios (Andrea)
- Michael Shamus Wiles (Responsable Adjoint Merkert, DEA)
- Javier Grajeda (Juan Bolsa alias El Jefe)
- Nigel Gibbs (Sgt. Tim Roberts)
- James Martinez (Max)
- Steven Bauer (Don Eladio)

Gus est convoqué par les agents de la DEA et de la police pour répondre à quelques questions, notamment son lien avec Gale Boetticher. Il parvient à les bluffer mais Hank reste plus que méfiant et décide de continuer son enquête de son côté, sans l'accord de ses responsables. 
Walt panique : il craint la réaction de Gus pour avoir été suspecté, il a peur qu'Hank remonte jusqu'à lui et s'inquiète pour la vie de son beau-frère, trop près de la vérité. Ne sachant que faire, il tente de presser Jesse à utiliser la ricine mais l'ex-drogué ne souhaite visiblement plus accomplir cette tâche. 
Walt laisse un message à Gus via la caméra de surveillance du labo en lui expliquant qu'il fera tout pour empêcher Hank d'en découvrir davantage. 
Mike rassure Gus : Hank n'est pas réellement un risque sauf si Gus décide de déclarer la guerre au cartel mexicain car il ne pourra pas gérer les deux problèmes.
Un flashback permet d'en apprendre davantage sur les débuts de Gus dans le milieu de la drogue, son lien avec le cartel et Hector Salamanca.

### Épisode 9:Incontrôlables
- États-Unis : 11 septembre 2011 sur AMC
- France : 27 décembre 2011 sur Orange Cinémax[2]
- Québec : 4 décembre 2013 sur AddikTV

- États-Unis : 1,89 million de téléspectateurs[12] (première diffusion)

Walter voit que Hank refuse d'abandonner la poursuite de Gus. Il s'inquiète de la tournure des choses et attend que Jesse parvienne à éliminer Gus. Cependant, la guerre entre Gus et le cartel mexicain s'intensifie. Gus n'a plus le choix : il doit céder, et Jesse pourrait être sa solution.
Pendant ce temps, Skyler trouve le moyen de cacher l'argent de Walter : elle facture des services fictifs non livrés à ses clients. Mais quand Ted Beneke réapparaît avec une menace de poursuites judiciaires pour fraude, elle panique mais parvient à le tirer de ce mauvais pas en se faisant passer pour une assistante incompétente aux yeux du contrôleur. Cette solution n'est que temporaire, puisque Ted n'a plus les moyens de rembourser ce qu'il a détourné.

### Épisode 10:Salud
- États-Unis : 18 septembre 2011 sur AMC
- France : 27 décembre 2011 sur Orange Cinémax[2]
- Québec : 11 décembre 2013 sur AddikTV

- États-Unis : 1,8 million de téléspectateurs[13] (première diffusion)

Jesse part au Mexique avec Gus et Mike pour donner la méthode de fabrication des méthamphétamines au cartel. Jesse parvient à préparer une fournée de grande qualité sans l'aide de Walter. Sa joie est de courte durée car il comprend alors que le cartel veut qu'il reste au Mexique pour toujours et cuisiner là-bas. Une petite fête est ensuite organisée chez Don Eladio avec les grosses têtes du cartel. Mais la réception tourne au massacre : Gus a empoisonné une bouteille d'alcool, dont il a dû aussi boire un verre en s'empoisonnant lui-même pour endormir la confiance de Don Eladio. Il s'en sort en se faisant vomir mais reste mal en point. Lui, Mike et Jesse prennent la fuite après la mort des membres du cartel ; Mike va cependant recevoir une balle mais Jesse réussit à neutraliser le tueur. 

### Épisode 11:Seul contre tous
- États-Unis : 25 septembre 2011 sur AMC
- France : 3 janvier 2012 sur Orange Cinémax[2]
- Québec : 18 décembre 2013 sur AddikTV

- États-Unis : 1,55 million de téléspectateurs[14] (première diffusion)

Gus et Mike sont sauvés de justesse dans une clinique clandestine, mais ce dernier n'est pas en état de repartir aux États-Unis. Quand Gus, nouveau chef de cartel, propose à Jesse de contrôler le laboratoire seul, il accepte à la condition que Walter ne soit pas tué.

Skyler apprend que Ted préfère lui rendre l'argent qu'elle lui donne plutôt que payer l'amende de l'IRS. Croyant d'abord à du chantage, elle demande à Saul de le forcer à signer son chèque : il envoie donc deux de ses hommes régler cette affaire. Or, pendant la transaction, Ted tente de fuir et se blesse très gravement chez lui.

### Épisode 12:Échec
- États-Unis : 2 octobre 2011 sur AMC
- France : 3 janvier 2012 sur Orange Cinémax[2]
- Québec : 25 décembre 2013 sur AddikTV

- États-Unis : 1,73 million de téléspectateurs[15] (première diffusion)

La famille White, excepté Walt qui ne le souhaite pas, est emmenée chez Hank et Marie pour être protégée par la DEA à la suite des menaces proférées envers Hank. La DEA de son côté inspecte la blanchisserie utilisée par Gus comme couverture, sans résultat.
Jesse apprend que Brock est hospitalisé et découvre que sa cigarette empoisonnée a disparu. Fou de rage et de désespoir, il se rend chez Walt qu'il accuse d'avoir empoisonné Brock pour se venger et s'apprête à le tuer. Walt ne comprend pas, et finit par réaliser que l'homme de main qu'a envoyé Gus n'est autre que Jesse : il lui fait comprendre que tout ceci est une manipulation de Gus... il a déjà utilisé des enfants, et sera prêt à le refaire pour éliminer Walt. 

### Épisode 13:Mat
- États-Unis : 9 octobre 2011 sur AMC
- France : 3 janvier 2012 sur Orange Cinémax[2]
- Québec : 1er janvier 2014 sur AddikTV

- États-Unis : 1,9 million de téléspectateurs[16] (première diffusion)

Jesse est interrogé par le FBI pour savoir pourquoi il a indiqué aux médecins que Brock avait été empoisonné précisément par de la ricine. Saul refait surface pour le protéger et cherche avec lui une solution pour se débarrasser de Gus, notamment un lieu où l'atteindre.
Jesse est ensuite relâché par la police car l'analyse a montré que l'empoisonnement n'a pas été causé par de la ricine, mais par du muguet. 
Il est aussitôt enlevé par les hommes de Gus et est renvoyé au labo pour travailler, sous haute protection.

Entre-temps, Jesse a pensé à un lieu où Gus se rend parfois : la maison de retraite où se trouve Hector. 
Walt, après avoir compris la rivalité entre les deux hommes, se sert de Tio pour piéger Gus : il fait croire qu'Hector a parlé à la DEA pour faire venir Gus jusqu'à la maison de retraite. Tio déclenche alors la bombe installée par Walt sur son fauteuil en sonnant sa cloche. Gus comprend trop tard que le vieillard n'a rien dit aux Stups et qu'il l'a piégé. Il meurt dans l'explosion, tout comme Tyrus et Hector.

Walt va au labo et tue les deux gardes de Jesse avant de le libérer, puis ils font brûler le labo. 
Skyler, apprenant les nouvelles de la mort de Gus et d'un membre du cartel à la télé, reçoit un appel de Walt. Elle lui demande alors s'il est impliqué et Walt répond simplement « j'ai gagné ».

La musique utilisée pour l'introduction de la scène qui aboutira à la mort de Gus est une version instrumentale de l'introduction de Goodbye d'Apparat en featuring avec Soap&Skin publiée en 2011 sur l'album The Devil's Walk qui deviendra celle du générique de la série télévisée Dark.